# Skarsdalen
För andra betydelser, se Skarsdalen (olika betydelser).

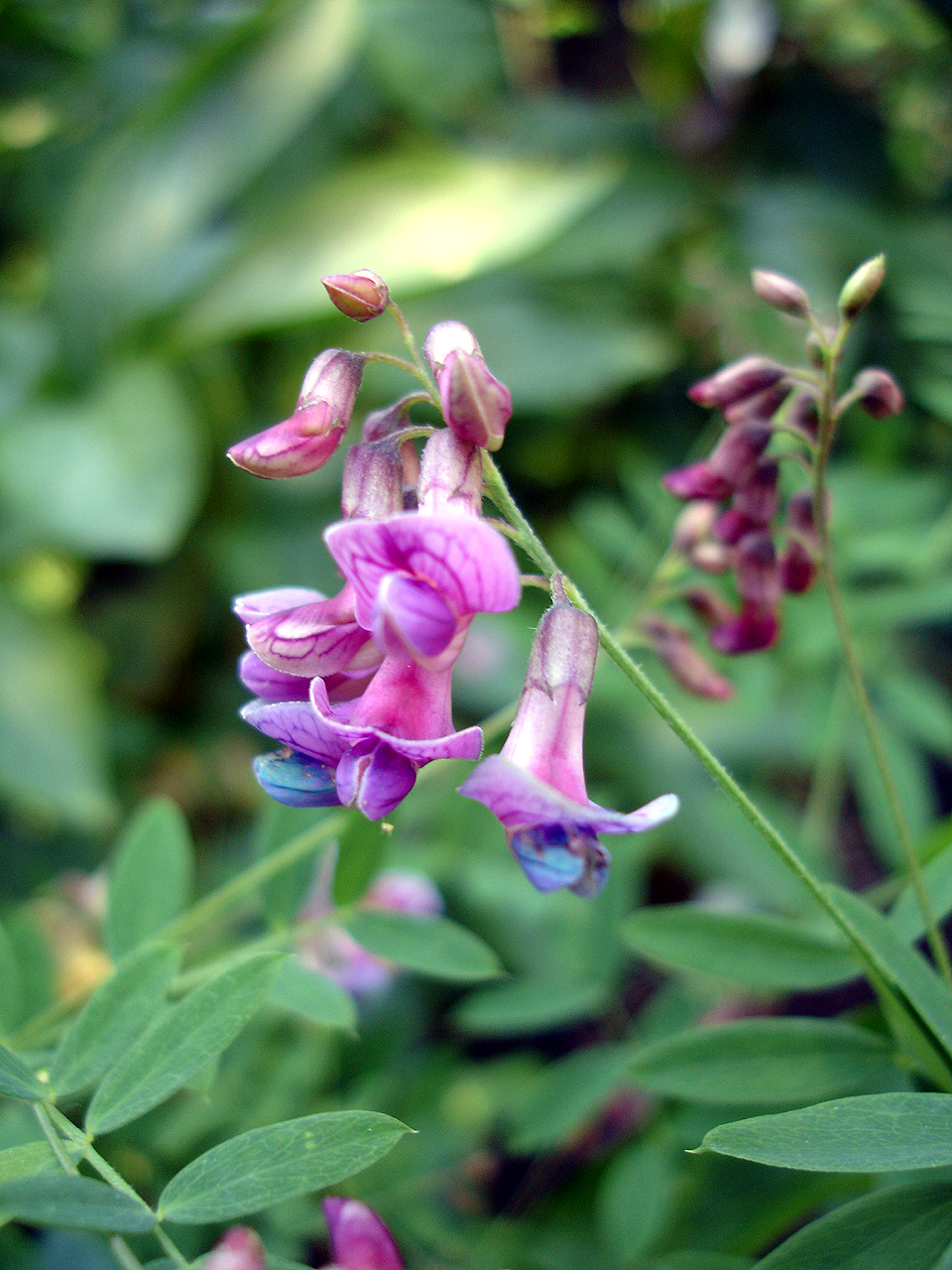
Vippärt

Skarsdalen är ett naturreservat i Bengtsfors kommun i Dalsland.
Reservatet är beläget i otillgängliga bergsbranter ner mot sjön Lelång och omfattar 204 hektar. Det bildades 1986. Det förvaltas av Västkuststiftelsen.
Områdets landskapsbild, vildmarkskaraktär (med raviner och dalgångar) och intressanta växt- och djurliv gör området attraktivt för friluftsliv. Den mäktigaste av dessa dalgångar är Skarsdalen. På nordsidan av den bidrar Skarsdalsbergets lodräta branter till den imponerande landskapsbilden. De båda reservaten Skarsdalen och Skarsdalsbergen gränsar till varandra.
I Skarsdalen finns gammal granskog med inslag av hassel och skogstry. Här växer vippärt, backvicker och underviol.  Fåglar man kan se i området är t.ex. nötkråka och järpe.
Området ingår i EU:s ekologiska nätverk av skyddade områden, Natura 2000.